# Life on Display
Life on Display es el tercer álbum de estudio de la banda estadounidense Puddle of Mudd. Fue producido por John Kurzweg cuyos trabajos anteriores incluyen Creed, Socialburn y Sin Dirección. A pesar de críticas generalmente negativas, el álbum alcanzó el # 20 en el Billboard 200 y dio lugar a un hit single, "Away from Me", que alcanzó el número 1 en el Mainstream Rock Tracks. Dos golpes menores adicionales, "Spin You Around" y "Heel Over Head", trazó en los EE. UU. Mainstream Rock y gráficos alternativos. Los tres sencillos tenían correspondientes videos.
Hasta la fecha, Life on Display ha vendido 706,191 unidades en los Estados Unidos comparó su anterior álbum, Come Clean, que ha vendido más de tres millones de copias en los EE. UU. y ha sido certificado platino 3x. Contrariamente a la creencia popular, las ventas del álbum no afectaron a los antiguos miembros Greg y decisiones de Pablo a apartarse de la banda.

## Lista de canciones
| N.º | Título                                   | Duración |  |
| 1.  | «Away from Me»                           | 4:00     |  |
| 2.  | «Heel Over Head»                         | 4:05     |  |
| 3.  | «Nothing Left to Lose»                   | 4:30     |  |
| 4.  | «Change My Mind» (Scantlin, Doug Ardito) | 4:20     |  |
| 5.  | «Spin You Around»                        | 4:27     |  |
| 6.  | «Already Gone»                           | 4:32     |  |
| 7.  | «Think»                                  | 4:10     |  |
| 8.  | «Cloud 9»                                | 3:34     |  |
| 9.  | «Bottom»                                 | 5:22     |  |
| 10. | «Freak of the World»                     | 3:36     |  |
| 11. | «Sydney»                                 | 4:58     |  |
| 12. | «Time Flies»                             | 7:05     |  |

Pistas adicionales
| Bonus Tracks |                   |          |  |
| N.º          | Título            | Duración |  |
| 13.          | «Life Ain't Fair» | 3:45     |  |
| 14.          | «Daddy»           | 4:17     |  |
| 15.          | «Bleed»           | 3:34     |  |